# Leo Rossi
Leo Rossi (Trenton (New Jersey), 26 juni 1946) is een Amerikaans acteur, filmproducent en scenarioschrijver.

## Carrière
Rossi begon in 1975 met acteren in de film Alias Big Cherry. Hierna heeft hij nog meerdere rollen gespeeld in films en televisieseries zoals Grand Theft Auto (1977), Halloween II (1981), Black Widow (1987), The Accused (1988), Analyze This (1999) en Looney Tunes: Back in Action (2003).

## Filmografie

### Films
Selectie:
- 2018 Gotti - als Bobby Boriello
- 2003 Looney Tunes: Back in Action – als Acme VP
- 1999 Analyze This – als Carlo Mangano
- 1993 Casualties of Love: The Long Island Lolita Story – als Bobby Buttafuoco
- 1992 Where the Day Takes You – als mr. Burtis
- 1988 The Accused – als Cliff Albrect
- 1987 Black Widow – als rechercheur Ricci
- 1981 Halloween II – als Budd
- 1977 Grand Theft Auto – als chief

### Televisieseries
Selectie:
- 2020-2021 Gravesend - als Mikie The Hat - 6 afl.
- 2018 The Neighborhood - als Mikie The Hat - 2 afl.
- 2000 Falcone – als Noah Dietrich – 4 afl.
- 1999-2000 ER – als rechercheur Cruson – 2 afl.
- 1989 Tour of Duty – als Jake Bridger – 2 afl.
- 1984 Partners in Crime – als inspecteur Ed Vronsky – 13 afl.
- 1982 Hill Street Blues – als Jon Gennaro – 3 afl.

### Filmproducent
- 2010 PrimeMates – film
- 2009 The Nail: The Story of Joey Nardone – film
- 2006 10th & Wolf – film
- 1994 Relentless IV: Ashes to Ashes – film
- 1993 Relentless 3 – film
- 1992 We're Talkin' Serious Money – film

### Scenarioschrijver
- 2018 Gotti - film
- 2007 The Unknown Trilog - film
- 2001 Mafioso: The Father, the Son – film
- 1992 We're Talkin' Serious Money – film

- Biblioteca Nacional de España: XX1491547
- Bibliothèque nationale de France: cb14040998k (data)
- Catàleg d'autoritats de noms i títols de Catalunya: 981058599322506706
- Gemeinsame Normdatei: 1182443605
- International Standard Name Identifier: 0000 0000 7778 2208
- Library of Congress Control Number: no2005005413
- Nationale Bibliotheek van Tsjechië: xx0243920
- Nationale Bibliotheek van Israël: 987007441245805171
- Istituto Centrale per il Catalogo Unico: PCMV002320
- Système universitaire de documentation: 188482679
- Virtual International Authority File: 76515938
- WorldCat: E39PBJd8d76kG6PhtyxKBttxjC